# Nhà thờ Thánh Mary Magdalene ở Rusovce
Nhà thờ Thánh Mary Magdalene ở Rusovce (tiếng Slovakia: Kostol svätej Márie Magdalény v Rusovce) là một nhà thờ giáo xứ Công giáo La Mã tọa lạc ở quận Rusovce, thành phố Bratislava, Slovakia. Ngày 17 tháng 7 năm 1963, nhà thờ này được ghi danh vào Danh sách Di tích Trung ương.

## Lịch sử
Nhà thờ được xây dựng vào năm 1662. Ban đầu, nhà thờ được xây dựng theo phong cách kiến trúc Baroque. Năm 1758, một trận hỏa hoạn đã thiêu rụi nhà thờ.

## Miêu tả
Nhà thờ Thánh Mary Magdalene ở Rusovce bao gồm một tòa nhà có cấu trúc đơn giản với một tháp hình chóp và một ngôi nhà cổ có đầu đa giác. Gia huy của Štefan Zichy và vợ ông là Magdalena Amade được đặt trên bàn thờ chính cho thấy gia đình Zichy từng đóng góp đáng kể cho nhà thờ.
Các cửa sổ kính màu của nhà thờ là món quà từ các nhà tài trợ người Nga. Hình ảnh của các vị thánh - Thánh Thomas Tông Đồ, Thánh Elizabeth của Hungary và Thánh Stefan - được khắc họa trên những cửa sổ này. Ở phía trước lối vào chính của nhà thờ có một cột tưởng nhớ trận bệnh dịch hạch xảy ra vào năm 1713. Chiếc cột này được dựng lên vào năm 1719.